# Weil-Krankheit

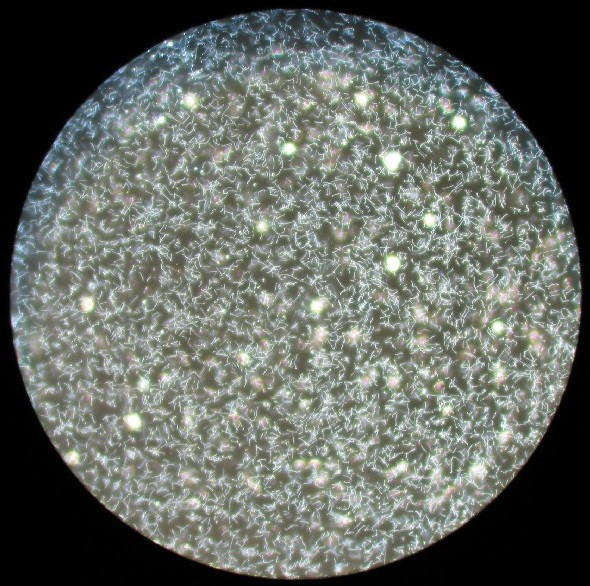
Leptospiren (Dunkelfeldmikroskopie)

Die Weil-Krankheit, auch Morbus Weil und  Weilsche Krankheit (benannt nach dem deutschen Mediziner Adolf Weil) sowie Leptospirosis icterohaemorrhagica, Leptospirosis icterohaemorrhagiae und Icterus infectiosus (Weil) oder Mathieu-Krankheit genannt, ist eine Infektionskrankheit, die durch bakterielle Erreger aus der Gruppe der Spirochaeten verursacht wird und durch Fieber, Gelbsucht (bzw. Leberentzündung) und Nierenentzündung gekennzeichnet ist. Bei den ubiquitär vorkommenden Erregern handelt es sich um Leptospira Species, in Westeuropa vor allem Leptospira interrogans. Damit gehört die Weil-Krankheit zu den Leptospirosen.

## Epidemiologie
In Deutschland werden 15 bis 20 Fälle pro Jahr gemeldet. Die Leptospirose tritt in Europa vor allem bei Personen auf, die mit Medien in Kontakt kommen, die durch den Urin von Ratten kontaminiert sind, allerdings gelten auch Schweine und Hunde als Erregerreservoir.
Der Infektionsweg ist die Aufnahme kontaminierter Medien, wie verunreinigtes Abwasser oder Erdreich, über die aufgeweichte oder nicht intakte Haut oder über die Schleimhaut. Möglich ist auch eine aerogene Aufnahme, d. h. eine Aufnahme über die Atemwege. Die Inkubationszeit beträgt 7 bis 12 Tage. Gefährdete Berufsgruppen sind u. a. Beschäftigte im Bereich der Abwassertechnik (Kanalarbeiter) und im Forst sowie Personen, die mit der Bekämpfung von Nagetieren beschäftigt sind. Für diese Berufe ist der Morbus Weil als Berufskrankheit anerkannt. Der Nachweis einer Leptospirose ist in Deutschland nach dem Infektionsschutzgesetz meldepflichtig.

## Verlauf
Der Krankheitsverlauf ist typischerweise in zwei Phasen unterteilt, wobei der Verlauf je nach Abwehrlage und Serotyp des Erregers sehr unterschiedlich sein kann.
Die erste Phase beginnt mit schlagartig einsetzendem hohen Fieber und unspezifischen Symptomen wie Kopf- und Gliederschmerzen, die leicht mit grippalen Infekten zu verwechseln sind. Bei ausbleibender Therapie und begünstigt durch den Serotyp Leptospira icterohaemorrhagica kann es nach kurzer Entfieberung in der zweiten Phase, dem sogenannten Immunstadium, zu schwerwiegenden Organkomplikationen, etwa zu einer Gehirnhautentzündung, kommen. Teils durch den Erreger selbst, teils durch Immunreaktionen treten Gelbsucht, Hirnhautentzündung, Nieren- oder Herzentzündungen auf (das ursprünglich als Morbus Weil bezeichnete Krankheitsbild). Die Letalität beträgt bis zu 10 %.

## Diagnose
Die Krankheit wurde 1886 erstmals von dem an der Kaiserlichen Universität Dorpat tätigen Kliniker Adolf Weil beschrieben. Der Krankheitserreger (als Spirochaeta icterogenes, später Leptospira icterohaemorrhagiae genannt) wurde 1914 von den japanischen Bakteriologen Inada Ryūkichi und Ido Yutaka (1881–1919) entdeckt und von diesen am 22. Januar 1915 beschrieben. 1915 wurde in Deutschland während des Ersten Weltkriegs die Entdeckung des Erregers nach Streitigkeiten den Feldärzten Paul Uhlenhuth und Walther Fromme (1879–1972) zugesprochen. Zeitgleich hatten auch Erich Hübener und Hans Reiter den Erreger im Oktober 1915 identifiziert. Der Schiedsspruch 1916 sprach Hübener und Reiter die Übertragung der Krankheit auf ein Meerschweinchen (am 21. Oktober 1915) zu und Uhlenhuth und Fromme die erste, korrekte Dokumentation (am 30. Oktober 1915) des Erregers als Spirochäten.
Der Nachweis des beschriebenen Erregers gelingt in der ersten Phase im Blut oder im Liquor cerebrospinalis, in der zweiten Phase nur schwer, bei Nierenbefall z. B. aus dem Urin. Der Nachweis von Antikörpern gelingt meist erst in der zweiten Phase. Die Erkrankung kann unbehandelt, besonders in ihrer schweren hämorrhagischen Verlaufsform, im Gegensatz zu anderen Leptospirosen tödlich ausgehen. Da sie sehr selten auftritt, sollte der behandelnde Arzt auf einen möglichen Verdacht hingewiesen werden. Der Verdacht sollte mit dem Hinweis auf Arbeiten im Abwasser oder der Bodensanierung begründet werden.

## Therapie
Die Erkrankung kann und muss in der Anfangsphase durch hochdosierte Antibiotika (z. B. Penicillin G oder Cephalosporine der 3. Generation) mit sehr guten Erfolgsaussichten behandelt werden. Die Therapie sollte auch bei Verdacht bereits begonnen werden. Da in der zweiten Phase Immunreaktionen eine entscheidende Rolle in der Pathogenese spielen, ist eine Antibiotikatherapie nicht mehr wirksam, die Therapie muss dann symptomatisch erfolgen.

## Prävention
Die Weil-Krankheit wird nach der WHO-Klassifikation in die Risikogruppe zwei eingestuft. Das bedeutet, dass durch die Erreger eine Krankheit beim Menschen hervorgerufen werden kann; eine Verbreitung des Erregers in der Bevölkerung ist jedoch unwahrscheinlich; eine wirksame Vorbeugung oder Behandlung ist normalerweise möglich.
- Die Bevölkerung kann durch konsequente Rattenbekämpfung geschützt werden, meist mit Fraßködern, die als Wirkstoff Cumarinderivate enthalten.
- Küchenabfälle und andere organische Abfälle, die als „Rattennahrung“ in Betracht kommen, sollten nicht offen gelagert, nicht über die Toilette oder in der Landschaft entsorgt werden.
- Vermeidung von Haut-, Augen- und Schleimhautkontakt mit Abwasser, kontaminierten Böden oder Pfützen, die Verwendung persönlicher Schutzausrüstung (Schutzhandschuhe und Wathosen im Abwasser)
- Hygienische Maßnahmen nach der Arbeit im Abwasserbereich, bei der Nagetierbekämpfung (insbesondere bei der Entleerung von Fallen oder bei Umgang mit Köderstationen) oder bei der Bodensanierung.